# Onésime a un duel à l'américaine
Pour plus de détails, voir Fiche technique et Distribution.
Onésime a un duel à l'américaine est un film muet français réalisé par Jean Durand et sorti en 1912.

## Résumé
Dans un cercle privé, Onésime déclenche une altercation avec un américain pour la possession d'un journal. Il s'ensuit un duel au pistolet avec feu à volonté : sur le pré, chez les particuliers, dans les réunions... Arrêtés par la police, ils se réconcilient en prison car le journal convoité était celui de la veille.

## Fiche technique
- Autre titre : Onésime et le duel à l'américaine - Onésime se bat en duel
- Réalisation : Jean Durand
- Production : Gaumont
- Éditions : CCL
- Opérateur : Paul Castanet
- Format : muet - noir et blanc - 1,33:1 - 35 mm
- Métrage : 142 m (teinté sur 111m)
- Genre : comédie
- Durée sur le film visionné en DVD 4 minutes 50
- Programmation 3912 le 05/08/1912, pour une sortie le :
  -  France - 26/08/1912

## Distribution
- Ernest Bourbon : Onésime
- Raymond Aimos : un homme dans le salon, autour d'une table
- Gaston Modot : le témoin d'Onésime, Un homme dans le salon, Un agent de police.
- Eugène Bréon : un homme du club, Un agent de police
- Edouard Grisollet : l'américain qui se bat avec Onésime
- Paul Manson : Sam Haller Dumpiey
- Jacques Beauvais : un juge sur le terrain du duel
- Berthe Dagmar : une dame dans le salon envahi